# Рошфор (Приморская Шаранта)
Рошфо́р (фр. Rochefort) — торговый порт во французском департаменте Приморская Шаранта, на правом берегу Шаранты, в 16 км от её впадения в Бискайский залив и острова Иль-д’Экс c цитаделью, фортом и маяком. 

## Население
Население коммуны на 2010 год составляло 25 140 человек.
| 1962   | 1968   | 1975   | 1982   | 1990   | 1999   | 2010   |
| ------ | ------ | ------ | ------ | ------ | ------ | ------ |
| 28 648 | 29 226 | 28 155 | 26 167 | 25 561 | 25 775 | 25 140 |

## История
Рошфор — классический пример «нового города», построенного в эпоху абсолютизма из рациональных побуждений. Не желая создавать крупный центр судостроения в мятежной Ла-Рошели (известной своими гугенотскими симпатиями), первый министр Кольбер убедил Людовика XIV в необходимости строительства в устье Шаранты нового города-порта.
Рошфор начал строиться в 1666 году по принципам классицизма (прямые широкие улицы и бульвары). За возведением арсенала и укреплений, в том числе на Иль-д’Экс и прилегающих островах залива, наблюдал лично Вобан. Среди построек того времени — канатная фабрика, в XVII веке считавшаяся самым длинным зданием в Европе.
Укрепление Рошфора продолжилось и при Наполеоне, который построил рядом с Иль-д’Экс знаменитый форт Байяр. По иронии судьбы, именно в этих водах Наполеону пришлось капитулировать по окончании Ста дней (это произошло на борту английского корабля «Беллерофонт»).
Богатой истории Рошфора как военного порта посвящён местный музей моря. Это родной город писателя Пьера Лоти, нередко упоминающего Рошфор в своих произведениях. Его дом в 1973 году перешёл в муниципальную собственность, со временем став одной из важнейших местных достопримечательностей, а в 1990 году дом-музей Пьера Лоти был признан историческим памятником. В 1900 году было закончено строительство новаторского моста-транспортёра (фр.) конструкции «летающий паром» через Шаранту.
В Рошфоре происходит действие мюзикла Жака Деми «Девушки из Рошфора» (1967) с Катрин Денёв, Франсуазой Дорлеак, Мишелем Пикколи и Джином Келли.

## Кольберовский Рошфор

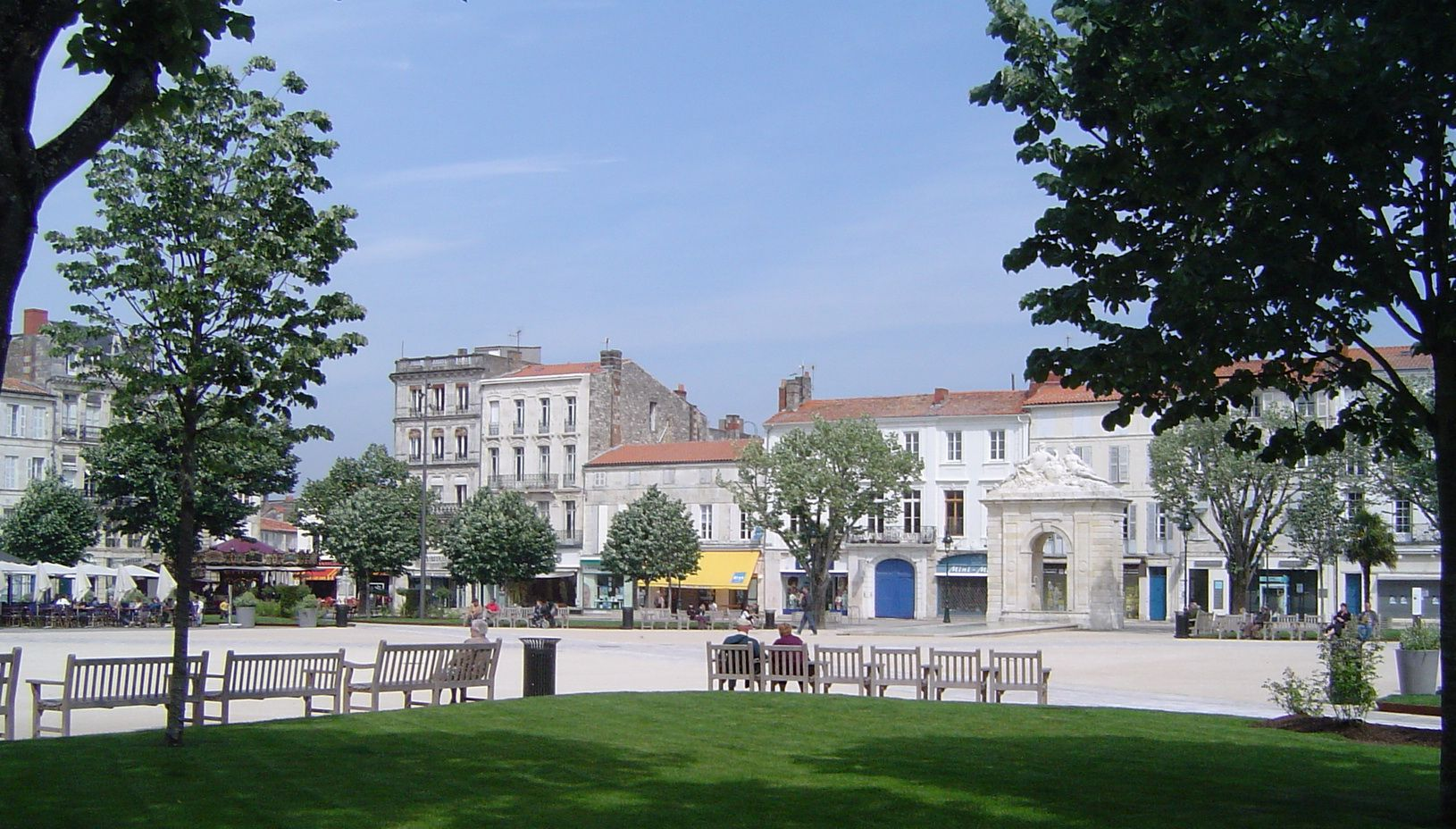
Плас Кольбер